# Olax wildemanii
Olax wildemanii är en tvåhjärtbladig växtart som beskrevs av Adolf Engler. Olax wildemanii ingår i släktet Olax och familjen Olacaceae. Inga underarter finns listade i Catalogue of Life.